# Järfällabadet
Järfällabadet ligger i Järfälla och drivs av Medley AB. Simhallen har en 50x25 meter simbassäng, ett 3 m hopptorn, sviktar på 1 respektive 3 m, två vattenrutschkanor, lekland, två multibassänger med höj- och sänkbar botten, bastu och bubbelpool. I anläggningen finns även gym, ett café och en varushop.  
Järfällabadet invigdes den 14 april 2018 som Järfällas helt nya badhus. Järfällabadet ersatte Jakobsbergs Simhall.